# Olof Bure
Olof Bure, född 1578 i Säbrå, död 13 december 1655 i Åbo, var en svensk livmedikus, politiker, vice president i hovrätten och stadsplanerare. 

## Biografi
Olof Engelbertsson, adlad Bure år 1621, var son till kyrkoherden Engelbert Laurentii och Elisabeth Andersdotter Burea av den så kallade Bureätten, samt bror till Anders Bure och Jonas Bure. Han inskrevs 1601 vid Uppsala universitet "in class. geometricam". Under denna tid kallade han sig Olaus Engelberti Angermannus. Sedan fortsatte han sina studier vid flera universitet i utlandet, där han framför allt studerade matematik och medicin. År 1611 disputerade han i Basel med en avhandling i medicin. Året därefter anställdes han hos hertig Johan av Östergötland som livmedikus, och 1618 när hertigen avlidit fick han samma tjänst hos Gustav II Adolf. Han stod på god fot med hertigen som gav honom gods i Östergötland om 15 1/4 mantal. 
Fastän Gustav II Adolf anställde honom som livmedikus blev hans arbetsuppgifter andra. År 1620 fick han i uppdrag att utfärda stadsplaner i Norrland och Finland. I detta uppdrag kom Olof Bure att utföra stadsplanerna till (förmodligen samtliga) Söderhamns stad, Sundsvalls stad, Umeå stad, Piteå stad (Öjebyn), Luleå stad (Gammelstad), Torneå stad, Gamlakarleby och Nykarleby. Möjligen har han även gjort en stadsplan för Hudiksvall. Hans städer utformades som regel i tämligen oregelbundna rutnätsmönster med gator och tvärgator, där långgatorna löper parallellt med stränderna. Rutnätsmönster började bli på modet, och är ett drag av renässansens stadsplanering, och övergick efter Bures tid till mer och mer rätvinkliga strukturer. Olof Bures egenart bestod i anläggandet av mindre kvarter (enkeltomter) än hans kollegor gjorde, hans kvarter gjordes lika stora och gatorna lika breda. I Luleå och Piteå byggdes städerna runt de befintliga kyrkorna och kvarteren och städerna är därför mindre rätvinkliga och rektangulära än i de övriga städerna. Nykarleby och Umeå, som han också troligen planerade, har däremot mycket rakare gator. 
Henrik Lilius har skrivit att Olof Bure var en av få samtida stadsplanerare som började med studier av platsen och sedan utformade kartan och stadsplanerna – det skulle så småningom bli brukligt att göra tvärtom med en redan färdiggjord karta enligt renässansens ideal, där gammal bebyggelse fick ge vika för nya stadsplaner. Lilius har vidare tillskrivit Bure att ha infört det homogena gatunätet i Finland med jämnbreda gator, vilket också finns i svenska städer han planerade. Ännu hade inte stadsbilden med bredare huvudgata slagit igenom, inte heller att anlägga kajer för att skapa rakare strandlinjer. I sin avhandling Stadsgrundningar och planförändringar (2005) menar Nils Ahlberg att Olof Bure visserligen var en allmänt duglig ämbetsman men att han förefaller sakna djupare insikter i stadsplanering. Gammelstad förklarades 1996 för Världsarv av Unesco.
År 1621 utsågs Bure till överborgmästare i Stockholms stad (senare benämns han förste borgmästare). Under sig hade han då borgmästare och rådmän. I Stockholm fick han därefter flera uppdrag, som tillsyningsman över tullen, ordförande för första deputationen för vissa drätselärenden, och inspektor över förmyndare i Stockholm. 
Samma år han utnämndes till överborgmästare adlades han, på samma namn, vapen och senare även nummer som bröderna. (De introducerades på nummer 98 vilket senare har ändrats till 126.) I Sveriges ståndsriksdag tillhörde han därmed adeln när han deltog i riksdagarna från år 1627 till 1647. Han var 1631 ledamot av hemliga utskottet.
Han lämnade Stockholm 1633 när han utsågs till vice president i Åbo hovrätt. Hans hälsa och ålder medgav honom inte några stora gärningar i det ämbetet, och han begärde avsked därifrån 1640 och slog sig åter ner i Stockholm där han bland annat ägde ett stenhus på Baggensgatan, ett trähus vid Själagårdsgatan samt säterier Boo gård och Lännersta gård. Vid sitt frånfälle var han en besutten adelsman. Hans grav fanns först i Stockholms storkyrka, men stoftet och vapnet överflyttades sedan till Värmdö kyrka, där dock vapnet inte längre finns kvar.
Bure efterlämnade bland annat ett matematiskt arbete, Arithmeticæ instrumentalis abacus ratione nova ex geometricis fundamentis atque supputatione (1609).

### Familj
Bure gifte sig 8 december 1612 i hertig Johans hus med Elisabeth Bagge af Boo (vilken var svägerska till Olofs bror Jonas), dotter till ståthållaren Jakob Bagge af Boo och Elisabet Eriksdotter Soop. De fick tillsammans barnen Elisabet Bure (1615–1680) som var gift med vice presidenten Johan Munck af Fulkila, Christina Bure (1618–1695) som var gift med häradshövdingen Sven Svart, Maria Bure (1622–1682) som var gift med Johan Wärnschöld, Anna Bure (1624–1690) som var gift med landshövdingen Hans Hulshorst och generalmajoren Henrik Rehbinder och Jakob Bure.